# Hilda Hellwig
Hilda Hellwig, född 31 oktober 1952 i Budapest, Ungern, är en svensk regissör och teaterpedagog.

## Biografi
Hellwig var 1979 en av grundarna av den avantgardistiska teatern Teater Aurora i Stockholm och fram till 1994 dess konstnärliga ledare. På Teater Aurora gjorde hon sig känd som en innovativ och utmanande regissör vilket ledde till regiuppdrag på teatrar både i Sverige och utomlands. Hon har varit verksam som regissör vid Dramaten, Stockholms Stadsteater, Kungliga Operan, Malmö Opera,  Svenska teatern och Lilla teatern i Helsingfors, Estonian Drama Theater i Tallinn, Den Nationale Scene, Det Norske Teatret och Nationaltheatret i Norge, Katona József Színház i Budapest och Det Kongelige Teater i Köpenhamn. Hellwig har även gjort scenografin till flera av sina uppsättningar. Sedan 1985 har hon återkommande arbetat för Radioteatern och 1993 regisserade hon långfilmen Dockpojken.
Hilda Hellwig har undervisat på Teaterhögskolan i Helsingfors och på Statens Teaterhögskole i Oslo. Hon är sedan 2008 professor i teaterregi vid Stockholms dramatiska högskola.
Hellwig är änka.

## Priser och utmärkelser
- 1993 – Stockholms stads hederspris. "Regissören Hilda Hellwig är välkänd som konstnärlig ledare för den framgångsrika Teater Aurora och också uppskattad regissör på Dramaten och radioteatern. Genom uppsättningar som den publik- och kritikerrosade Könets fångar i fjol och Molières Misantropen i vår har Hellwig visat ett sceniskt språk som förmår locka en ny publik, kanske framförallt de unga."
- 1993 – Expressens teaterpris. "I år efter år har Hilda Hellwig signerat en teaterkonst som kan kallas både djupt kvinnlig och välsignat respektlös mot det instängt svenska. Till dess karaktäristika hör en ytterst målmedveten envishet, en oefterhärmlig mjuk och lekfull humor och en milt satanisk uppfinningsrikedom som vid behov inte räds det halsbrytande. Men framför allt: i en lång rad uppsättningar har Hilda Hellwig förenat en självklar och sällsynt förtrogenhet med centraleuropeisk idédebatt och en okuvlig lust att omsätta den i levande och ständigt vital scenisk verklighet. I dag hör hon till våra nationaltillgångar."
- 1993 – Juryns specialpris för Dockpojken vid den internationella filmfestivalen i Annonay, Frankrike.
- 2014 – Litteris et Artibus

## Teater

### Regi (ej komplett)
| År   | Produktion                                       | Upphovsmän                                               | Teater                          |
| ---- | ------------------------------------------------ | -------------------------------------------------------- | ------------------------------- |
| 1979 | Och mörkret täcker jorden                        |                                                          | Teater Aurora (även scenografi) |
| 1980 | Blowjob                                          |                                                          | Teater Aurora                   |
| 1981 | Don Carlos                                       | Friedrich Schiller                                       | Teater Aurora                   |
| 1982 | Dockpojken                                       |                                                          | Teater Aurora                   |
| 1984 | Evighetens desperado                             |                                                          | Teater Aurora                   |
| 1984 | De vilda kvinnorna                               |                                                          | Teater Aurora                   |
| 1986 | Antingen-eller                                   |                                                          | Teater Aurora                   |
| 1986 | Penthesilea                                      | Friedrich Schiller                                       | Dramaten                        |
| 1988 | Nattens skogar                                   |                                                          | Teater Aurora (även scenografi) |
| 1988 | Oberons död                                      |                                                          | Teater Aurora                   |
| 1992 | Könets fångar                                    |                                                          | Teater Aurora                   |
| 1993 | Misantropen                                      | Molière                                                  | Teater Aurora                   |
| 1993 | Besök av en gammal dam Der Besuch der alten Dame | Friedrich Dürrenmatt Översättning Britt G. Hallqvist     | Stockholms Stadsteater          |
| 1994 | Indras dotter                                    |                                                          | Teater Aurora                   |
| 1994 | Måsen                                            | Anton Tjechov                                            | Östgötateatern                  |
| 1996 | Othello                                          | William Shakespeare                                      | Det Norske Teatret, Oslo        |
| 1997 | Lulu                                             | Frank Wedekind                                           | Svenska teatern, Helsingfors    |
| 1998 | Huslaeraren Der Hofmeister                       | Jakob Michael Reinhold Lenz Översättning Kjell Askildsen | Nationaltheatret, Oslo          |
| 1999 | Mi Lesz veled emberke Kleiner Mann – was nun?    | Hans Fallada                                             | Katona József Színház, Budapest |
| 1999 | Rickard III                                      | William Shakespeare                                      | Teatret Vårt, Molde             |
| 2000 | Kejser og Galilæer                               | Henrik Ibsen                                             | Den Nationale Scene, Bergen     |
| 2001 | Rigoletto                                        | Verdi                                                    | Kungliga Operan, Stockholm      |
| 2002 | Gengångare Gengangere                            | Henrik Ibsen                                             | Eesti Draamateater, Tallinn     |
| 2004 | Kamraterna                                       | August Strindberg                                        | Dramaten                        |
| 2006 | Jon Gabriel Borkman                              | Henrik Ibsen                                             | Dramaten                        |
| 2006 | Kärlek och politik Kabale und Liebe              | Friedrich Schiller                                       | Dramaten                        |
| 2007 | Blanche och Marie                                | Per Olov Enquist                                         | Dramaten                        |
| 2008 | Høstsonaten Höstsonaten                          | Ingmar Bergman                                           | Det Kongelige Teater, Köpenhamn |
| 2012 | Carmen                                           | Georges Bizet                                            | Malmö Opera                     |
| 2014 | Faust+ Faustin och ut                            | Goethe /Jelinek                                          | Göteborgs stadsteater, Göteborg |
| 2014 | Kung Lear                                        | William Shakespeare                                      | Hålogaland Teater , Tromsø      |
| 2018 | Lille Eyolf                                      | Ibsen                                                    | Nordland teatret,Mo I Rana      |
| 2019 | Lärda kvinnor Les Femmes savantes                | Molière Översättning Ulf Peter Hallberg                  | Göteborgs stadsteater           |

## Radioteater (urval)
- 1985 – Förnuftiga djur
- 1987 – Edward II
- 1990 – Haifa brinner
- 1992 – Ikonmålaren
- 1993 – Att skaffa barn
- 1994 – Jackie Döden och Flickan IV
- 2007 – Vid gränsen

## Filmer
- 1993 – Dockpojken (regi, manus)

## Bildkonst
- 2012 – Psychosis III utställning av collage på Färgfabriken
- 2017“ Sömngångarens sagor “ utställning av collage på Arkivhuset Smedjebacken
- 2018“ Sömngångarens sagor II “ utställning av collage på Sandviken Kulturcentrum/Konsthallen
- 2021“ Sömngångarens drömmar “ utställning av collage på Galleri Cupido, Stockholm

"My collage are not illustrations for a tes or a story. But I make stories by creating situations. I am creating world, Im directing portraits.
It’s fiction and dream. It is clear that the images reflect me and my view on the world but in an unplanned way, and it often surprise me.
In my work as a theatre director I am very careful about refining, specifying what I communicate to the audience through conscious choices of staging. The collage is something completely different, another world, a world where I am not locked by formar or moral demands. I do not care what you could do or what is going in the visual art world. I am not part of it, I am an outsider."